# Seiji Maehara
Seiji Maehara (前原 誠司 Maehara Seiji), född 30 april 1962 i Kyoto, är en japansk politiker. Han var ordförande för Japans demokratiska parti mellan september 2005 och mars 2006 och Japans utrikesminister 2010–2011.